# 宮心計2深宮計
『宮心計2深宮計』は、2017年に香港電視広播有限公司と企鵝影業が共同製作した中国香港ドラマ。宮廷時代劇。日本未公開。『宮心計2深宮計』は、香港TVBが近年(※2018年現在)制作した時代劇の中でも、一番優秀な作品だと評されている。
武則天の死後の2つの政変を描く宮廷ドラマ。香港版『大奥』や『宮廷女官チャングムの誓い』とも言われる2009年の『宮心計（きゅうしんけい）』の姉妹作（※厳密には続編ではない）として制作された。後宮内部の争いを描写した典型的な「後宮もの」である前作とは異なり、朝廷も巻き込んだ、より広い宮廷の興味深い権力闘争をテーマとしている。『宮心計』は晩唐（唐の晩期）の宣宗の時代における後宮の女たちの話だが、『宮心計2深宮計』は盛唐（唐の全盛期）が舞台で展開される。主に国家権力をめぐって権謀術数の限りを尽くした人たちのストーリーであり、主人公の一人は後宮の女ではなく男性（李隆基＝玄宗）である。

## 登場人物一覧

### 大唐皇室関係者

#### 大唐皇族(李家一族)
【元玥(玲瓏公主)】(演：劉心悠※幼少期：黄雪児)
　司設房宮女➔司設房女官➔太平公主の宮女➔王蓁の側近宮女➔玲瓏公主➔平民。住まいは玲瓏閣。元瑈の実の妹。李旦(睿宗)の義理の娘。何離の恋人。突厥の王子に嫁がされそうになったが破談となり、物語の最後に何離と夫婦になった。王蓁に仕える宮女であり、その良き友でもあったが、後に仲違いした。甘若竿、成恭、鄭純煕の親友でもある。元玥と李隆基は仲良くなり、互いに認め合う良き義兄妹となったが、元玥は姉の元瑈を殺した真犯人が李隆基であるとは最後まで知らず、太平公主を真犯人だとずっと誤解し続けていた。父母が相継良いで病死して孤児になった。かつて燕北雑技団で働いており、民間で様々な経験を積んだ。また、才能豊かな女性で、人々が直面した問題や疑惑を次々と解決した。そして、何度も皇室の人間を助ける功績を挙げた。生来善良な性格で、人に仕える際は誠意をもって仕え、物事には白黒つけないと済まない性分だった。1年前に突然連絡が途絶えた姉元瑈の消息を探るために、50文銭で宦官の成恭を買収し、宮中に入ることに成功した。本来は司膳房の女官になることを望んでいたが、結局は司設房の宮女に配属させられた。
【李隆基(玄宗)】(演：馬浚偉、※少年期・演：張倣程)
　楚王➔臨淄王➔平王➔皇太子➔唐玄宗。住まいは武徳殿。韋皇后の天敵。唐睿宗(李旦)と昭成皇后(竇氏)の息子。またの名を三郎。粛明皇后、王芳媚、周雨嫣の継子。叔母の太平公主は天敵。皇太子に立てられた後、叔母太平公主との対立は日に日に深まり、太平公主が謀反を企んでいると知ると、その一派を誅殺し、太平公主に自害を命じた。
【太平公主】(演：陳煒)
　住居は千秋殿。唐睿宗(李旦)の妹。李隆基の叔母であり、最大の天敵でもある。李隆基が皇太子に立てられた後、両者の対立は日に日に深まっていくこととなる。王蓁(王皇后)は鄭純煕と敵対していたが、当初は太平公主が鄭純煕の後ろ盾となっていた。王蓁と太平公主もまた因縁の宿敵であった。太平公主は実質、鄭純煕(鄭昭儀)を利用して李隆基を排除しようと企んでいた。鄭純煕と李隆基は、当初疎遠であったが、鄭純煕が太平公主と決別した後、二人は和解した。
【李旦(睿宗・太上皇)】(演：李龍基)
　唐高宗李治と武則天の四男。太平公主の兄。粛明皇后(劉皇嗣妃)、昭成皇后、王芳媚、周雨嫣の夫。李成器、李隆基、安懐公主、何離の父親。元玥の義父。甘露殿に居を構える。太平公主が李旦の名を借りて文泉院の一族を滅ぼしたため、何離からは当初仇と見なされていた。

#### 大唐外戚(李隆基の妻)
【王蓁(王皇后)】(演：胡定欣)
　臨淄王妃➔平王妃➔太子妃➔王皇后➔廃后。前期の住まいは武徳殿。後期の住まいは安仁殿。表面上は天下の母たることを旨とし、鷹揚で上品な性格で、要領が良くかしこい女性であるが、実際は陰険で悪賢く腹黒い女性で、残酷無情な人間であった。度々鄭昭儀を陥れて、彼女が李隆基の寵愛を得ることを阻止した。李隆基の正妻。鄭純煕の天敵。鄭純煕を憎み、度々彼女を陥れてときには流産させたりもした。任三恕のかつての恋人であったが、任三恕が何度も鄭純煕のことを助けたのに怒り、王蓁と任三恕の対立も日増しに深まっていった。そして、王蓁が甘若竿を殺すと、二人は完全に反目し合う仲となった。
【鄭純煕(鄭昭儀)】(演：周秀娜)(※特別出演)
　優れた器量、非凡な武芸の腕前を持ち、心根は善良な女性。比較的純粋な性格で、人に接するのに素直で、隠し立てをしない女性。李隆基の妃。

### 龍武軍
【任三恕】(演：馬国明)
　龍武軍中郎➔龍武軍将軍➔平民。李隆基に仕える武人。李隆基とは兄弟のように仲が良い。王蓁の昔の恋人。王蓁が父母の命令で李隆基と結婚すると、任三恕は王蓁と別れた。後に任三恕は、王蓁が何度も鄭純煕を陥れようとしたことを知り、王蓁に幻滅し、対立しはじめた。そして王蓁が鄭純煕を害そうとした際、任三恕は何度もその謀略から鄭純煕を救い出し、逆に王蓁から敵視された。最終的に王蓁が甘若竿を殺したことで、任三恕はひどく王蓁を恨み、二人はついに仲違いした。鄭純煕とも旧知の仲であり、その恩人でもある。甘若竿に恋慕われており、後に任三恕と甘若竿は恋人となる。また、何離の上司であり、何離とは兄弟のように仲が良い。
【何離】(演：蕭正楠)(※幼少期：李昊朗)
　文泉書院書生➔龍武軍隊正➔龍武軍参軍➔龍武軍中郎➔李皇嗣➔平民。龍武軍に所属。誕生日は癸巳年の3月2日。当時粛明皇后(劉氏)は武則天から死を賜り、墓地に送られたが、劉氏は最後の気力を振り絞って男子を出産し、密かに章琼香に子を託して息絶えた。章琼香は密かに何離を真厳大師に託して、彼を宮中の外に出した。その後岳州浄円仏寺の無因大師に預けられた何離は、そこで無因大師に育てられた。身分としては孤児であったが、その実は唐睿宗(李旦)と粛明皇后(劉氏)の嫡子であった。無論、李成器の同母弟である。異母弟の李隆基とは親密な間柄であり、何離は李隆基に忠実に仕えた。元玥は何離のことを恋慕っており、2人は恋人となる。元玥は唐の公主として突厥の王子に嫁がされそうになった際は何離も動揺したが、それは破談となった。最後二人は宮中を出て夫婦になる。任三恕とは実の兄弟のように親しく、太平公主と敵対する李隆基を二人で支え盛り立てた。

### 尚宮局
【章瓊香】(演：謝雪心)
　章尚宮。尚宮は正五品にあたり、女官のトップにあたる。人柄は仕事に厳しく、規律遵守で私情は挟まない主義。高宗の代から宮中に勤めており、全8代に仕え、王朝の混乱を具に見てきた。徐相思と陸碧雲のことを快く思っておらず、常に激しく対立していた。表向きは南宮栞に対しての当てつけがひどかったが、普段は彼女のことを実の娘のように大切にした。20年ほど前、劉皇嗣妃と竇徳妃が呪詛の疑いで武則天に殺されたが、その際自身が二人を陥れてしまったことをずっと深く後悔していた。劉皇嗣妃が殺されて墓地に移送された後、劉皇嗣妃は最後の力を振り絞って男児を出産した。これが後の何離である。章琼香は劉氏からその男児を託されることとなった。その後、章琼香は密かに何離を真厳大師に託して、彼を宮中の外に出した。その後岳州浄円仏寺の無因大師に預けられた何離は、そこで無因大師に育てられた。汪敏、徐相思、陸碧雲、南宮栞とは長い付き合いで、姉妹のように親密な間柄である。
【徐相思】(演：羅霖)
　徐司珍。司珍房司珍。正六品。宝物の管理を担当している。陸碧雲の従妹。家族間の誤解から陸碧雲と敵対していたが、後に和解した。章琼香、南宮栞、汪敏とは、実の姉妹のように親密な関係である。もとは将軍府の裕福な令嬢だったが、文可謙の一家が徐相思の父親を謀反の冤罪で陥れたために、徐相思の一家は離散し、肉親が失われた。また陸碧雲の一家もその冤罪に連座し、大きな処罰を受けることになった。
【陸碧雲】(演：張慧儀)
　司制房の司制。正六品。裁縫・刺繍の仕事を管理・運営している。徐相思の従兄妹。家族間の誤解から徐相思と敵対していたが、後に仲直りする。章琼香、南宮栞、汪敏とは、実の姉妹のように親密な関係である。当時徐相思の父が文可謙の一家に無実の罪で陥れられ、それに連座して陸家も無実の罪を着せられ、陥れられることとなった。
【南宮栞】(演：康華)
　司設房の司設。正六品。装飾品の管理を担当している。何事にも楽観的で控えめな性格。成恭(宦官)の親友であり、成恭は次第に南宮栞のことを恋慕うようになった。そして南宮栞も成恭の思いを受け入れ、対食の妻となることにした。普段から章琼香に実の娘のように可愛がられている。汪敏、徐相思、陸碧雲の親友で、姉妹のように親密な関係である。
【汪敏】(演：張文慈)
　司膳房の司膳。正六品。最後に尚宮(※五品)に昇格する。食事に関する管理を担当。汪敏が子供のころ、彼女の両親は兄嫁夫婦に大きな家を買い与えるために、汪敏を売り飛ばし、宮中に入れた。財物を貪り、フェティシズムを持つ。しかしそれはただ一心に家族のためであった。章琼香、南宮栞、徐相思、陸碧雲とは実の姉妹のように親密な仲。

### 後宮の宮女(女官)
【甘若竿】(演：黄心穎)
　司設房の宮女➔司設房の女官➔玲瓏公主(元玥)の側近宮女(家令)。従七品の下。元玥の親友であり、後に元玥の側近宮女となった。任三恕に片思いしていたが、後に両想いとなり、二人は恋人となった。鄭純煕の親友。

## エピソード
- 香港ドラマのため、役者陣は香港・広東語圏の俳優・女優が大半を占める。収録は広東語で行われ、ドラマのオリジナル音声も広東語。勿論、普通語(国語)の吹替え版もある。
- 主演の劉心悠は台湾出身だが、広東語を話せる。
- 俳優の李龍基(り りゅうき/リー・ロンジ—)が、李隆基(り りゅうき/リー・ロンジ—)の父親役である唐睿宗(李旦)役を演じ、話題になった。ちなみに李龍基は、2003年のドラマ『天子尋龍』において唐の初代皇帝李淵(高祖)役を演じている。
- 当時25歳～28歳の設定の若き李隆基(玄宗)役を、撮影時46歳であった馬浚偉が好演した。なお、李隆基の李成器は史実では李隆基より5歳年上だが、本作で李成器役を演じた李天翔は馬浚偉より5歳年下である。
- 胡定欣、馬浚偉、蕭正楠は香港ドラマ『当旺爸爸』(2012年)に続いて本作で再共演することとなり、どちらの作品も総監督は梅小青が担当した。
- 太平公主役の陳煒は、本作以外の多数の作品でも悪役を演じており、本作品最大のラスボス太平公主も見事に演じきった。
- 太平公主は李隆基の叔母であり、史実では李隆基より20歳年上だが、本作で太平公主役を演じた陳煒は、李隆基役の馬浚偉より2歳年下である。

## ドラマ制作陣(主要スタッフ)
- 出品人：孫忠懐、杜之克
- 総企画：韓志傑、王娟、梅小青
- 総プロデューサー：方芳
- プロデューサー：張萌、楚飛、羅学欣
- 総製作指揮者/総監督：梅小青
- 製作指揮者：方俊華
- 監督：方俊華、欧耀傑、何嘉華、祈健聡、朱礼和
- 脚色演出家補佐：謝沛然、魏梓為、江子勇、关鳳珊、林麗萍、馬子恩、張恒浩
- 編集・審査担当：林少枝、阮美鳳
- 脚本家：雷兆銘、秦凡洛、成雯、霍婉君、鄭思源、張慧雅
- 制作統一計画：文家麗

## 主題歌
| 主题曲 | 《無悔無愧》   |
| 作曲   | 張家誠         |
| 作词   | 張美賢         |
| 演唱   | 胡定欣         |
| 片尾曲 | 《飛蛾撲火》   |
| 作曲   | 張家誠         |
| 作词   | 張美賢         |
| 演唱   | HANA菊梓       |
| 插曲   | 《明月与海》   |
| 作曲   | 張家誠         |
| 填词   | 張美賢         |
| 主唱   | 馬浚偉、胡定欣 |

## 放送時間
| 翡翠台       | 香港               | 2018年5月21日 | 20:30 | 月曜日～金曜日に每日1話ずつ放送                                                    |
| myTV SUPER   | 香港               | 2018年5月21日 | 23:30 | 月曜日～金曜日に毎日1話ずつアップロード                                            |
| TVB Anywhere | （一部地域を除く） | 2018年5月21日 | 20:00 | 5月21日にまず10話アップロード 5月31日から、月曜日～金曜日に毎日1話ずつアップロード |
| SCTV9        | ベトナム           | 2018年5月21日 | 19:00 | 月曜日～金曜日に毎日1話ずつ放送                                                    |
| 大大平台     | 台湾               | 2018年5月21日 | 20:30 | 月曜日～金曜日に毎日1話ずつ放送                                                    |
| 騰訊視頻     | 中国大陸           | 2018年5月25日 | 20:00 | 月曜日～金曜日に毎日1話ずつアップロード。会員は先行優遇あり                        |
| 八大第一台   | 台湾               | 2019年2月12日 | 19:00 | 月曜日～金曜日に毎日1話ずつ放送                                                    |

## 視聴率
視聴率は全話平均28.6点(※翡翠台とmyTV SUPERの記録より)